# مارچینوویتسه (شهرستان شویدنگتسا)
مارچینوویتسه (به لاتین: Marcinowice) یک روستا در لهستان است که در گمینا مارچینوویتسه واقع شده‌است.